# 캣 그레이엄
캣 그레이엄(Kat Graham, 1989년 9월 5일 ~ )은 미국의 배우, 가수, 모델이다.

## 음반 목록
- Roxbury Drive (2015)
- Love Music Funk Magic (2017)

## 작품 목록
- 17 어게인 (2009) - 제이미 역
- 컷 스로트 시티 (2020) - 데미라 역